# Acer oliverianum
Acer oliverianum — вид квіткових рослин із роду клен (Acer).

## Морфологічна характеристика
Це дерево до 7 м у висоту. Гілочки гладкі, зелені та голі, зеленувато-коричневі або оливково-коричневі на другий рік і ± з сірувато-білим восковим нальотом. Листки опадні: листкові ніжки 25–60 мм завдовжки, голі; листова пластинка зверху темно-жовтувато-зелена, знизу блискуча й гола за винятком пазушних пучків світлих волосків, 5–8 × 5–9 см, 5-лопатеві, рідше 3- або 4-лопатеві у молодих пагонів; частки трикутно-яйцеподібні, край гостропилчастий, верхівка загострена. Супліддя щиткоподібні. Чашолистків 5, пурпуруваті, еліптично-яйцюваті, ≈ 2 мм, край зубчастий. Пелюсток 5, білі, яйцюваті чи широко-яйцюваті-тупі. Тичинок 8. Горішки коричневі, опуклі, ≈ 6 × 5 мм, з чіткою жилкою; крила розгорнуті майже горизонтально, крила з горішком 2.5–3.5 × ≈ 1 см. Період цвітіння: травень; період плодоношення: вересень.

## Поширення й екологія
Ареал: Китай, Тайвань, Можливо В'єтнам. Росте на висотах від 1000 до 2000 метрів. Вид зростає у вічнозелених тропічних і субтропічних широколистяних лісах, росте в горах і долинах. Природне відновлення вважається поганим. Насіння розноситься вітром, і бджоли харчуються квітами.

## Використання
Вид використовується для отримання деревини, з якої можна будувати будинки, стовпи, побутову техніку, сільськогосподарські інструменти та вікна. Вид також використовується як декоративний.